# Опреша
Опре́ша — гора в Українських Карпатах, масив Свидовець, висота 1480 м, розташована на північ від Кобилецької Поляни.